# Посопная Пелетьма
Посопная Пелетьма — село в Лунинском районе Пензенской области. Входит в состав Ломовского сельсовета.

## География
Село расположено в северной части Пензенской области, на расстоянии примерно 19 км (по прямой) к северо-востоку от Лунино, административного центра района.
Часовой пояс
Село Посопная Пелетьма как и вся Пензенская область, находится в часовой зоне МСК (московское время). Смещение применяемого времени относительно UTC составляет +3:00.

## Население
| 1719 | 1747  | 1782  | 1864 | 1877 | 1897 | 1910 |
| ---- | ----- | ----- | ---- | ---- | ---- | ---- |
| 2000 | ↘1496 | ↗2241 | ↘480 | ↘317 | ↗509 | ↘389 |
| 1926 | 1930  | 1959  | 1979 | 1989 | 1996 | 2002 |
| ↗785 | ↘556  | ↗727  | ↘455 | ↘281 | ↘227 | ↘151 |
| 2010 |       |       |      |      |      |      |
| ↘99  |       |       |      |      |      |      |

Национальный состав
Согласно результатам переписи 2002 года, в национальной структуре населения русские составляли 98 % из 151 чел.